# ホテル・ニューハンプシャー
『ホテル・ニューハンプシャー』（原題：The Hotel New Hampshire）は、1984年製作のイギリス・カナダ・アメリカの合作映画。原作はジョン・アーヴィングの同名小説。

## ストーリー
ホテル経営を夢見る父を大黒柱とする不思議な家族の物語が、次男のジョン視点で語られていく。若い頃高級ホテル「アーバスノット・バイ・ザ・シー」でひと夏のアルバイトを経験したベリー家の父ウィンスロー（ウィン）は、ホテルに現れた熊と大道芸人のフロイトと出会う。ヨーロッパに渡るためにフロイトは熊をウィンスローに託すが、熊は誤射によって死んでしまう。その後ニューハンプシャー州デイリーで高校教師を務めるもののホテル経営の夢を抱いていたウィンスローは廃校になった女子高を買い取りそこを「ホテル･ニューハンプシャー」と名付け、家族を巻き込んだホテル経営に乗り出す。
一方ゲイの長男フランクは学校でいじめに遭い、美しく気丈な長女フラニーはフットボールチームのリーダー格であるチッパー・ダヴとその仲間に輪姦され、心に深い傷を負う。その時力になってくれた黒人フットボール選手のジュニア・ジョーンズとは家族ぐるみの親交を結ぶようになるが、ホテル経営は傾き、おまけに祖父のアイオワ・ボブは急死、そこへ舞い込んだウィーンのホテル時代の知り合いフロイトの誘いにより、一家はウィーンへと移り住む。飛行機の墜落により、母親と末っ子のエッグが死亡したりと不幸が絶えないが、残された家族たちは新たな「ホテル･ニューハンプシャー」で逞しく生きていく。

## 登場人物

### ベリー家の人々
ジョン・ベリー
ベリー家の次男。この物語の語り手。変人揃いの家族の中では比較的まともと思われがちだが、実の姉に恋をするという問題を抱えている。その姉がレイプされた事をきっかけに、祖父の手解きで肉体の鍛錬を始める。
ウィン・ベリー
ベリー家の父親。「白いタキシードの男」に憧れホテル経営の夢に取りつかれる。愛情はたっぷりあるものの現実世界が今一つ見えていない。実は頭脳明晰で、苦学してハーバード大学を卒業している。
メアリー・ベリー
ベリー家の母親。夫とは同じ町の出身だったが「アーバスノット・バイ・ザ・シー」の同僚として再会しその時から惹かれ合うようになる。フロイトに言われた事もあり、愛する夫のことをひたすら受容している。飛行機事故で末息子と共に死亡。
フランク・ベリー
ベリー家の長男。ゲイ。制服に強い拘りを持ちコスプレ癖がある。それも含めて変わり者であるため友人が少ない。ドイツ語を完璧にマスターしウィーンでの生活のイニシアティブを取る。
フラニー・ベリー
ベリー家の長女。人目を引く美女で勝気な性格。あけすけな話し方を好む。高校でフットボール選手のチッパー・ダヴとその一味に輪姦され心に深い傷を負う。力になってくれたジュニア・ジョーンズと親しくなるが、ウィーンでは熊のスージーと関係を持ち恐怖心からダヴに手紙を書く。
リリー・ベリー
ベリー家の次女。いつまでたっても大きくならなかったがスウェーデン人の医師により小人症と診断される。その後大きくなるためと称して小説を書くようになり、出版社に送った家族の物語が認められ作家としてデビューする。
エッグ・ベリー
ベリー家の三男。末っ子である故の差別を被る存在。難聴であることが発覚するが、それはジョンに言わせれば都合のいい時に発生する傾向にある。フランク同様コスプレ好きだがこちらは大目に見られている。飛行機事故で母親とともに死亡。
アイオワ・ボブ
ウィンの父。子供たちの祖父母の中では唯一彼らの記憶に残る存在。長年フットボールのコーチをやっており、老いてなお肉体の鍛錬は欠かさなかった。しかしクリスマスのためにフランクがフラニーのために用意したソローの剥製にショックを受け、急死してしまう。
ソロー
ベリー家のペット。年老いた黒いラブラドール犬で、始終おならばかりするためフラニー以外からは迷惑がられていた。ホテル経営にあたり悪臭を理由に「眠らされる」。しかしその後フランクによって剥製として蘇り、彼の存在は沈まない悲しみ（sorrow）の暗示として物語の底流を漂い続ける。

### デイリーの人々
ジュニア・ジョーンズ
デイリー高校の黒人フットボール選手。非常に大柄で泰然自若としているので彼を軽く扱えるものはいない。姉妹がレイプされた経験を持っているためフラニーを力づけ友人となる。後にプロの選手となり膝を痛めて引退後は「司直の黒い手」を始める。
チッパー・ダヴ
デイリー高校の花形フットボール選手。美青年だが傲慢で、氷のような冷徹な統率力を発揮し周囲を従えている。仲間とともにフラニーを輪姦し退学処分となる。
ロンダ・レイ
第一次ホテルニューハンプシャーで雇われたメイド。きれいではないが色っぽい。ジョンと金銭を介した関係を持つが、本人は売春婦のつもりはない。一家がウィーンへ行く際置いてけぼりを食らうことに不満を表すが、最終的には受け入れる。

### ウィーンの人々
フロイト
「アーバスノット・バイ・ザ・シー」で機械工兼熊の調教師として働いていたユダヤ人の醜い男。ウィンに目をかけ親交を持つが、客のドイツ人にでたらめな外科手術を施したことから首にされ、帰国後ナチス政権下で両目を奪われる。別れの際ウィンにはハーバードを卒業する事、メアリーには何があってもウィンを許す事をそれぞれ命じた。ウィーンにて自身の名を冠したホテル「ガストハウス・フロイト」を始めるが思わしくない経営を手伝わせるためウィンを呼び寄せる。
スージー・ザ・ベア
熊のスージー。「ガストハウス・フロイト」および「第二次ホテル・ニューハンプシャー」の用心棒。れっきとした人間の女性だがその名の通り熊の着ぐるみを着て生活しており客には正体を全く気取らせていない。彼女にもレイプの心の傷が有り、その時の体験のため自分の顔を晒したがらない。
テロリスト一味
「第二次ホテル・ニューハンプシャー」の最上階に陣取る自称革命家集団。リーダー格のエルンストを筆頭にした六人で構成されている。ベリー家を人質に取った爆弾テロを企む。ちなみにエルンストはダヴとそっくりで、フラニーは彼に惹かれてしまう。
売春婦たち
ホテルに出入りする売春婦。母親を失った子供たちに同情している。

### その他
アーバスノット老人
「アーバスノット･バイ･ザ･シー」のオーナーで「白いタキシードの男」とは彼の事。ユダヤ人全般に時代遅れの憎悪を燃やしている。ジョンとフランクは父のために彼からホテルを買う。

## キャスト
- フラニー・ベリー：ジョディ・フォスター
- ジョン・ベリー：ロブ・ロウ
- フランク：ポール・マクレーン
- ウィン・ベリー：ボー・ブリッジス
- アイオワ・ボブ：ウィルフォード・ブリムリー
- スージー・ザ・ベア：ナスターシャ・キンスキー
- メアリー：リサ・ベインズ（英語版）
- リリー：ジェニー・ダンダス（英語版）
- エッグ：セス・グリーン